# Uzvišenje Svetog Križa
Uzvišenje Svetoga Križa (lat. Exaltatio Crucis, grč. ψωσις το Σταυρο) je kršćanski blagdan. Potječe iz Jeruzalema.
Obilježava ga se na 14. rujna, na dan nakon godišnjice posvete bazilike Uskrsnuća nad grobom Isusovim. 

## Povijest
Baziliku je dao podignuti car Konstantin. Posvećena je 13. rujna 335. godine. U toj se bazilici nalazi dio izvornog Kristovog križa koji je otkupila carica Jelena 320. godine, a dala ga je na čuvanje u tu baziliku. Jeruzalemski kršćani su dan nakon godišnjice posvete bazilike izložili tu svetu relikviju te joj se klanjali. Relikvija nije bila mirne sudbine.
Legenda o nastanku svetkovine je sljedeća: nakon osvajanja Svetoga Križa u jednom trenutku dospio je u ruke Perzijanaca. 614. ju je otela perzijska vojska. Istočnorimski car Heraklije ratujući s njima, iznjedrio je čudesnu pobjedu 14 godina poslije i vratio je relikviju. On je tad kao pogodbu za mir zatražio da se kršćanima vrati Sveti Isusov križ. On sam na svojim ramenima donio ga je do Jeruzalema. Svečano ju je donio u Jeruzalem 3. svibnja 628. godine.
Tamo se zbilo čudo. Na putu prema Kalvariji, zaustavila ga je viša sila – nije mogao proći kroz vrata koja su vodila na Golgotu. Od jeruzalemskog biskupa dobio je savjet, da skine carsko odijelo i obuče siromaško. Kad je to učinio, uspio je u naumu. Nadovezujući se na te riječi, svećenik je kazao kako se čovjek mora spustiti i križu okrenuti da bi mu on donio spas.
Blagdan se je poslije proširio i među kršćane na Zapadu.

## Značenje i obilježavanje
Kršćanima je Kristov križ simbol spasenja. Kada ovaj blagdan padne u nedjelju, uzimaju se misne molitve i čitanja ovoga blagdana.